# 1re étape du Tour de France Femmes 2025
Pour un article plus général, voir Tour de France Femmes 2025.
La 1re étape du Tour de France Femmes 2025 se déroule le samedi 26 juillet 2025 entre Vannes et Plumelec, sur une distance de 78,8 kilomètres.

## Parcours
La première étape du Tour de France Femmes 2025 se déroule entre Vannes et Plumelec, sur un parcours court mais intense de 78,8 kilomètres, au cœur du Morbihan. Le peloton s’élance de la ville de Vannes pour rejoindre rapidement les premières difficultés, dont la côte de Botségalo, avant de converger vers un circuit final sélectif autour de Plumelec. Les coureuses devront affronter à trois reprises la redoutée côte de Cadoudal, une ascension de 1,7 km à 6,2 %, connue pour son ambiance et sa difficulté, et souvent comparée à un « petit Alpe d’Huez breton ». L’arrivée est jugée au sommet de cette dernière montée, promettant une lutte explosive entre les puncheuses pour décrocher le premier maillot jaune de l’épreuve.

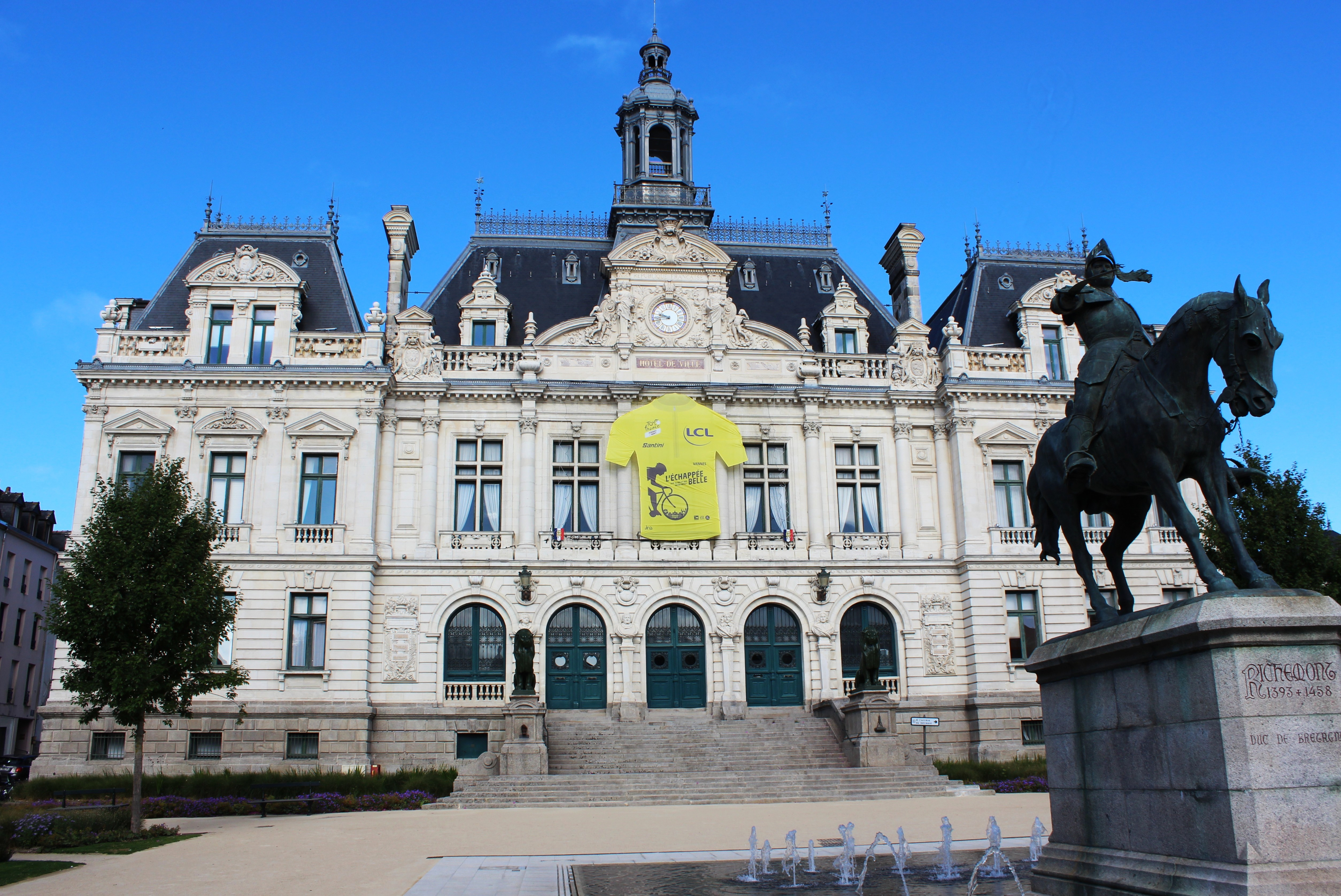
Mairie de Vannes - Départ
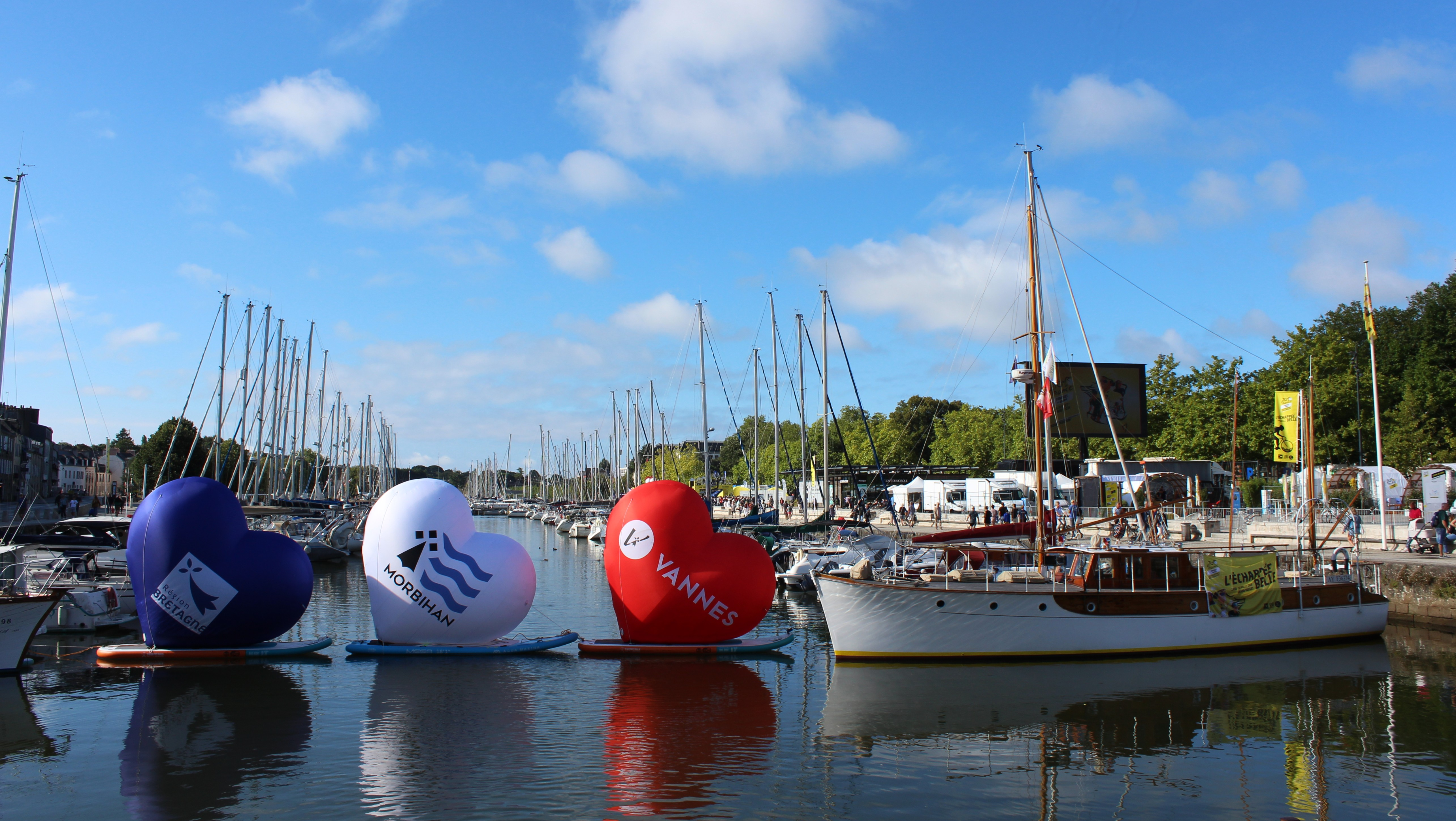
Port de Vannes - Départ
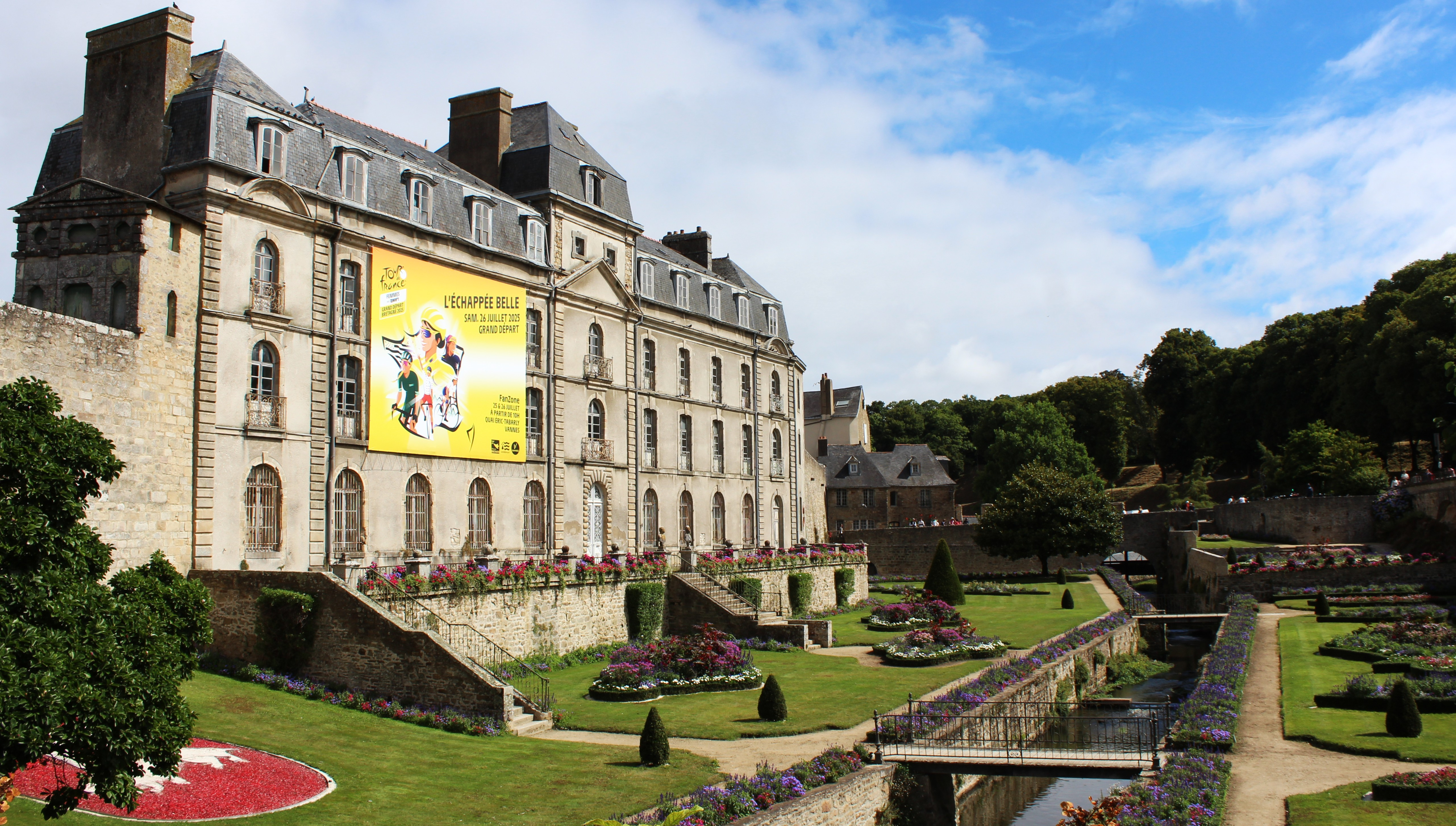
Château de l'Hermine
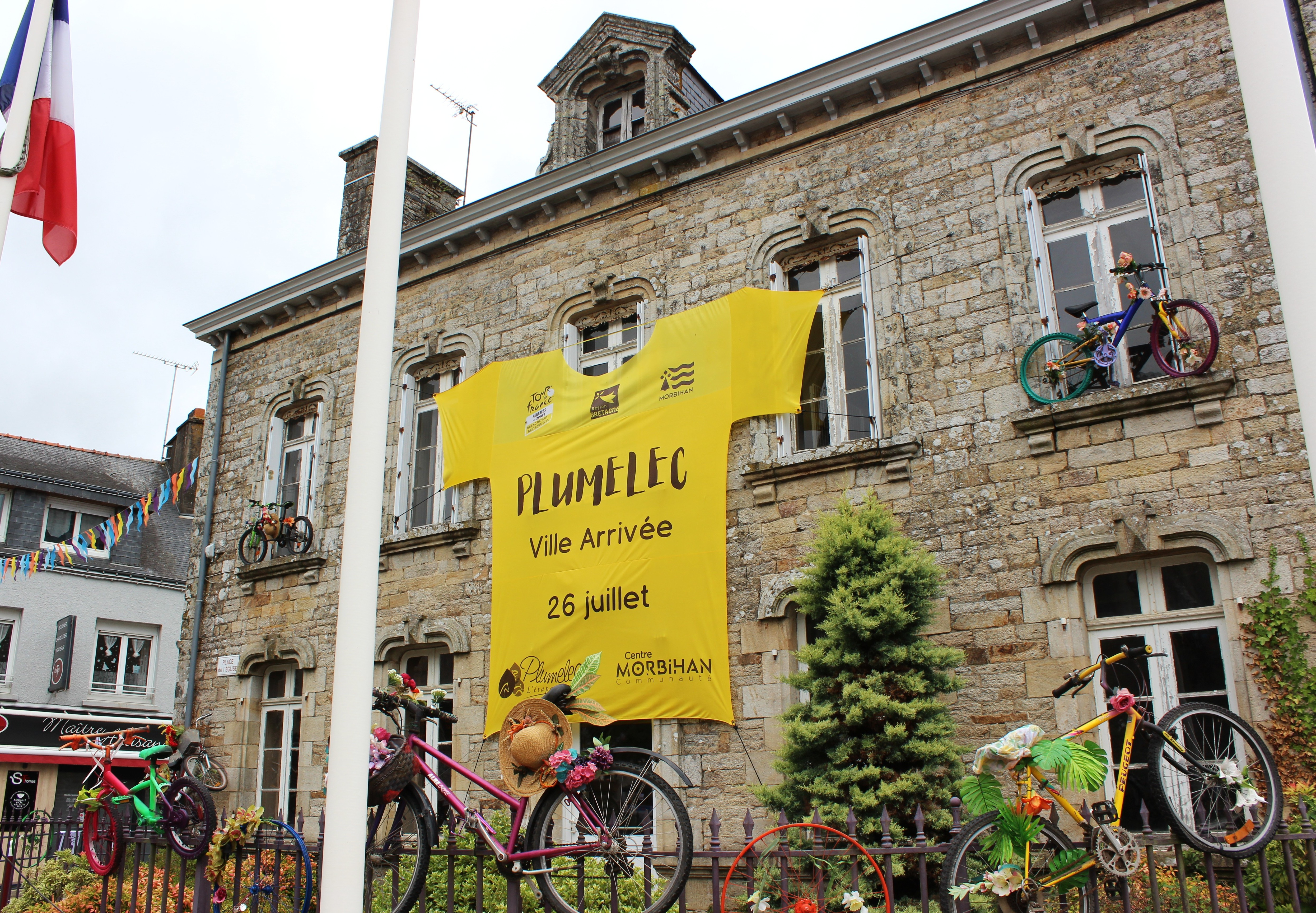
Mairie de Plumelec - Arrivée

## Déroulement de la course
Alors que le départ réel de la première étape n'a pas encore été donné, une première chute survient dans le peloton. Cet accrochage envoie à terre une vingtaine de coureuses dont Juliette Labous. Finalement, le départ de l’étape est donné avec quelques minutes de retard et voit les premières attaques de ce Tour de France. Laura Tomasi tente de s’échapper et est rapidement suivie par Maud Rijnbeek. Les deux femmes prennent une vingtaine de secondes d’avance avant que la FDJ-Suez commence à imprimer un tempo soutenu, empêchant l’échappée de prendre le large. Dans la côte de Bostégalo, Rijnbeek attaque Tomasi et empoche les deux points promis au sommet de la difficulté. L’Italienne ne parvient quant à elle pas à passer en deuxième position et est reprise par le peloton. Peu de temps après, Rijnbeek est également reprise par le peloton. Une nouvelle chute survient à 38 kilomètres de l’arrivée, envoyant à terre quatre coureuses dont deux Françaises. À l’approche du sprint intermédiaire, plusieurs équipes se sont mises à la planche et impriment un rythme très élevé pour empêcher tout attaque ; Marlen Reusser, pourtant cité comme une favorite à la victoire finale, est lâchée par le peloton, elle abandonnera quelques kilomètres plus tard. Au pied de la côte de Cadoudal, Liane Lippert est prise dans une chute tandis que Élise Chabbey passe en tête de la bosse et revêtira le maillot à pois le lendemain. À 8 400 mètres de la ligne, l’Allemande Franziska Koch place une attaque tranchante et s’extirpe du peloton. Cependant, elle est reprise trois kilomètres plus tard ; elle se verra tout de même décerner le prix de la Combativité. Peu avant la flamme rouge, Pauline Ferrand-Prévot commence à accélérer dans la dernière montée de la journée et, à 700 mètres de l’arrivée, sort du peloton en facteur. La Française qui a pris une petite avance ne stoppe pas son effort et insiste. Derrière, Kim Le Court Pienaar et Marianne Vos sont également sorties du peloton et reviennent sur PFP ; à une cinquantaine de mètres de la ligne, elles rentrent sur la Française qui finira troisième de l’étape, Vos parvient à dominer son adversaire et s’adjuge cette première étape et le premier maillot jaune de ce Tour de France.

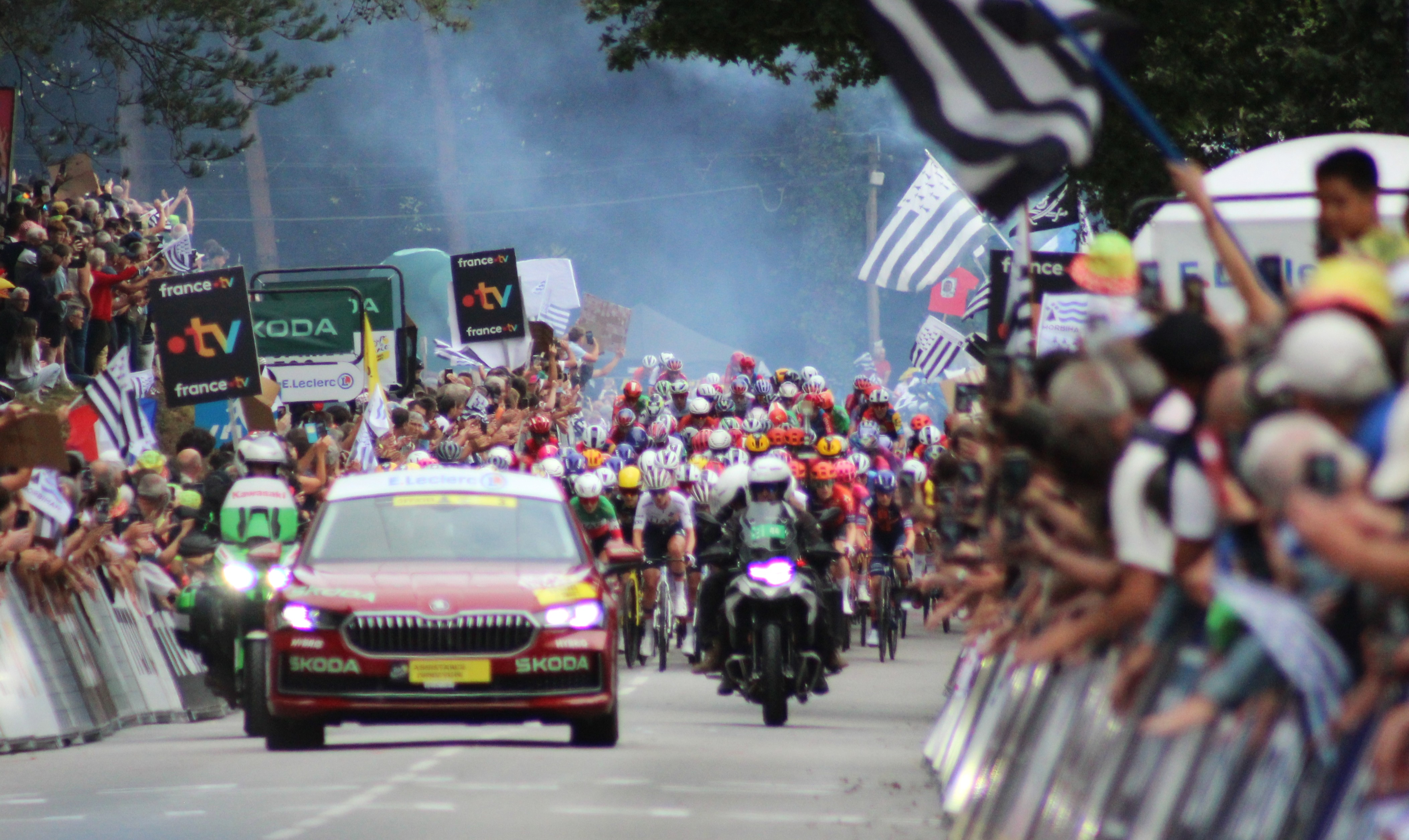
Premier passage du pleloton dans la côte de Cadoudal
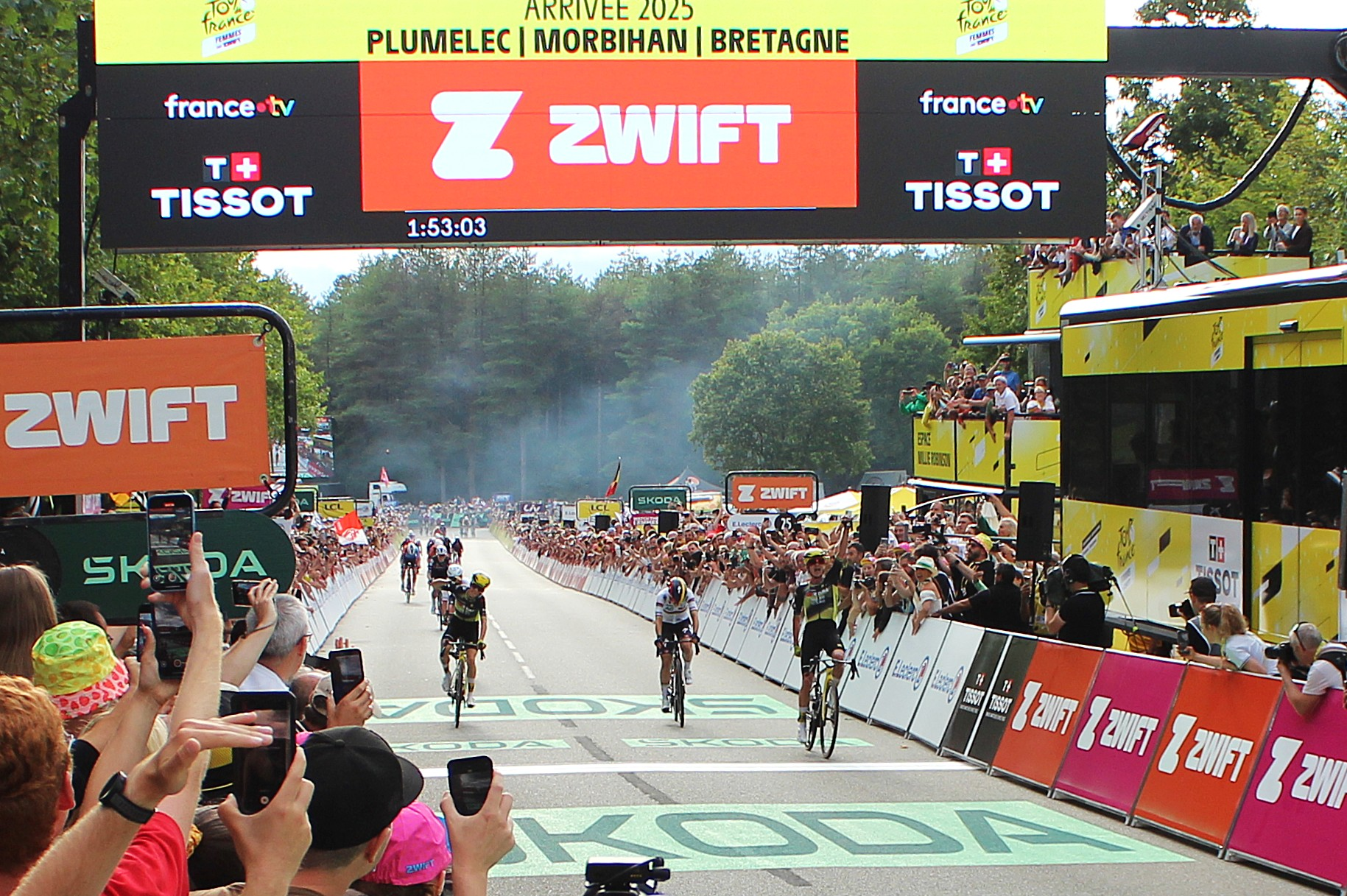
Ligne d'arrivée Plumelec

## Résultats
Cette section présente les résultats et prix obtenus au cours de l'étape.

### Classement de l'étape
| Classement de la 1re étape | Classement de la 1re étape   | Classement de la 1re étape | Classement de la 1re étape | Classement de la 1re étape |
|                            | Coureur                      | Pays                       | Équipe                     | Temps                      |
| -------------------------- | ---------------------------- | -------------------------- | -------------------------- | -------------------------- |
| 1er                        | Marianne Vos                 | Pays-Bas                   | Visma-Lease a Bike         | en 1 h 53 min 3 s          |
| 2e                         | Kim Le Court Pienaar         | Maurice                    | AG Insurance-Soudal        | + 0 s                      |
| 3e                         | Pauline Ferrand-Prévot       | France                     | Visma-Lease a Bike         | + 0 s                      |
| 4e                         | Katarzyna Niewiadoma-Phinney | Pologne                    | Canyon-SRAM zondacrypto    | + 0 s                      |
| 5e                         | Demi Vollering               | Pays-Bas                   | FDJ-Suez                   | + 3 s                      |
| 6e                         | Puck Pieterse                | Pays-Bas                   | Fenix-Deceuninck           | + 5 s                      |
| 7e                         | Anna van der Breggen         | Pays-Bas                   | SD Worx-Protime            | + 5 s                      |
| 8e                         | Eline Jansen                 | Pays-Bas                   | VolkerWessels              | + 9 s                      |
| 9e                         | Pauliena Rooijakkers         | Pays-Bas                   | Fenix-Deceuninck           | + 9 s                      |
| 10e                        | Pfeiffer Georgi              | Royaume-Uni                | Picnic PostNL              | + 9 s                      |
| modifier                   |                              |                            |                            |                            |

### Bonifications en temps
|   | Coureuse               | Pays     | Équipe              | Secondes |
| - | ---------------------- | -------- | ------------------- | -------- |
| 1 | Marianne Vos           | Pays-Bas | Visma-Lease a Bike  | 10 s     |
| 2 | Kim Le Court Pienaar   | Maurice  | AG Insurance-Soudal | 6 s      |
| 3 | Pauline Ferrand-Prévot | France   | Visma-Lease a Bike  | 4 s      |

### Points attribués
| Sprint intermédiaire Plumelec (1er passage sur la ligne) (km 51,4) | Sprint intermédiaire Plumelec (1er passage sur la ligne) (km 51,4) | Sprint intermédiaire Plumelec (1er passage sur la ligne) (km 51,4) | Sprint intermédiaire Plumelec (1er passage sur la ligne) (km 51,4) | Sprint intermédiaire Plumelec (1er passage sur la ligne) (km 51,4) |
| ------------------------------------------------------------------ | ------------------------------------------------------------------ | ------------------------------------------------------------------ | ------------------------------------------------------------------ | ------------------------------------------------------------------ |
|                                                                    | Coureur                                                            | Pays                                                               | Équipe                                                             | Point(s)                                                           |
| 1er                                                                | Lorena Wiebes                                                      | Pays-Bas                                                           | SD Worx-Protime                                                    | 25                                                                 |
| 2e                                                                 | Franziska Koch                                                     | Allemagne                                                          | Picnic PostNL                                                      | 20                                                                 |
| 3e                                                                 | Anna van der Breggen                                               | Pays-Bas                                                           | SD Worx-Protime                                                    | 17                                                                 |
| 4e                                                                 | Élise Chabbey                                                      | Suisse                                                             | FDJ-Suez                                                           | 15                                                                 |
| 5e                                                                 | Demi Vollering                                                     | Pays-Bas                                                           | FDJ-Suez                                                           | 13                                                                 |
| 6e                                                                 | Blanka Vas                                                         | Hongrie                                                            | SD Worx-Protime                                                    | 11                                                                 |
| 7e                                                                 | Karlijn Swinkels                                                   | Pays-Bas                                                           | UAE ADQ                                                            | 10                                                                 |
| 8e                                                                 | Marianne Vos                                                       | Pays-Bas                                                           | Visma-Lease a Bike                                                 | 9                                                                  |
| 9e                                                                 | Kim Le Court Pienaar                                               | Maurice                                                            | AG Insurance-Soudal                                                | 8                                                                  |
| 10e                                                                | Dominika Włodarczyk                                                | Pologne                                                            | UAE ADQ                                                            | 7                                                                  |
| 11e                                                                | Elisa Longo Borghini                                               | Italie                                                             | UAE ADQ                                                            | 6                                                                  |
| 12e                                                                | Megan Jastrab                                                      | États-Unis                                                         | Picnic PostNL                                                      | 5                                                                  |
| 13e                                                                | Eva van Agt                                                        | Pays-Bas                                                           | Visma-Lease a Bike                                                 | 4                                                                  |
| 14e                                                                | Katarzyna Niewiadoma-Phinney                                       | Pologne                                                            | Canyon-SRAM zondacrypto                                            | 3                                                                  |
| 15e                                                                | Femke de Vries                                                     | Pays-Bas                                                           | Visma-Lease a Bike                                                 | 2                                                                  |
| modifier                                                           |                                                                    |                                                                    |                                                                    |                                                                    |

| Arrivée d'étape Plumelec (3e passage sur la ligne) (km 78,8) | Arrivée d'étape Plumelec (3e passage sur la ligne) (km 78,8) | Arrivée d'étape Plumelec (3e passage sur la ligne) (km 78,8) | Arrivée d'étape Plumelec (3e passage sur la ligne) (km 78,8) | Arrivée d'étape Plumelec (3e passage sur la ligne) (km 78,8) |
| ------------------------------------------------------------ | ------------------------------------------------------------ | ------------------------------------------------------------ | ------------------------------------------------------------ | ------------------------------------------------------------ |
|                                                              | Coureur                                                      | Pays                                                         | Équipe                                                       | Point(s)                                                     |
| 1er                                                          | Marianne Vos                                                 | Pays-Bas                                                     | Visma-Lease a Bike                                           | 30                                                           |
| 2e                                                           | Kim Le Court Pienaar                                         | Maurice                                                      | AG Insurance-Soudal                                          | 25                                                           |
| 3e                                                           | Pauline Ferrand-Prévot                                       | France                                                       | Visma-Lease a Bike                                           | 22                                                           |
| 4e                                                           | Katarzyna Niewiadoma-Phinney                                 | Pologne                                                      | Canyon-SRAM zondacrypto                                      | 19                                                           |
| 5e                                                           | Demi Vollering                                               | Pays-Bas                                                     | FDJ-Suez                                                     | 17                                                           |
| 6e                                                           | Puck Pieterse                                                | Pays-Bas                                                     | Fenix-Deceuninck                                             | 15                                                           |
| 7e                                                           | Anna van der Breggen                                         | Pays-Bas                                                     | SD Worx-Protime                                              | 13                                                           |
| 8e                                                           | Eline Jansen                                                 | Pays-Bas                                                     | VolkerWessels                                                | 11                                                           |
| 9e                                                           | Pauliena Rooijakkers                                         | Pays-Bas                                                     | Fenix-Deceuninck                                             | 9                                                            |
| 10e                                                          | Pfeiffer Georgi                                              | Royaume-Uni                                                  | Picnic PostNL                                                | 7                                                            |
| 11e                                                          | Évita Muzic                                                  | France                                                       | FDJ-Suez                                                     | 6                                                            |
| 12e                                                          | Élise Chabbey                                                | Suisse                                                       | FDJ-Suez                                                     | 5                                                            |
| 13e                                                          | Cédrine Kerbaol                                              | France                                                       | EF Education-Oatly                                           | 4                                                            |
| 14e                                                          | Chloé Dygert                                                 | États-Unis                                                   | Canyon-SRAM zondacrypto                                      | 3                                                            |
| 15e                                                          | Niamh Fisher-Black                                           | Nouvelle-Zélande                                             | Lidl-Trek                                                    | 2                                                            |
| modifier                                                     |                                                              |                                                              |                                                              |                                                              |

### Cols et côtes
| Côte de Botségalo (km 29,3) 4e catégorie (0,8 km à 5,3 %) | Côte de Botségalo (km 29,3) 4e catégorie (0,8 km à 5,3 %) | Côte de Botségalo (km 29,3) 4e catégorie (0,8 km à 5,3 %) | Côte de Botségalo (km 29,3) 4e catégorie (0,8 km à 5,3 %) | Côte de Botségalo (km 29,3) 4e catégorie (0,8 km à 5,3 %) |
| --------------------------------------------------------- | --------------------------------------------------------- | --------------------------------------------------------- | --------------------------------------------------------- | --------------------------------------------------------- |
|                                                           | Coureur                                                   | Pays                                                      | Équipe                                                    | Point(s)                                                  |
| 1er                                                       | Maud Rijnbeek                                             | Pays-Bas                                                  | VolkerWessels                                             | 2                                                         |
| 2e                                                        | Eva van Agt                                               | Pays-Bas                                                  | Visma-Lease a Bike                                        | 1                                                         |
| modifier                                                  |                                                           |                                                           |                                                           |                                                           |

| Côte de Cadoudal (2e passage sur la ligne) (km 65,1) 3e catégorie (3,0 km à 6,2 %) | Côte de Cadoudal (2e passage sur la ligne) (km 65,1) 3e catégorie (3,0 km à 6,2 %) | Côte de Cadoudal (2e passage sur la ligne) (km 65,1) 3e catégorie (3,0 km à 6,2 %) | Côte de Cadoudal (2e passage sur la ligne) (km 65,1) 3e catégorie (3,0 km à 6,2 %) | Côte de Cadoudal (2e passage sur la ligne) (km 65,1) 3e catégorie (3,0 km à 6,2 %) |
| ---------------------------------------------------------------------------------- | ---------------------------------------------------------------------------------- | ---------------------------------------------------------------------------------- | ---------------------------------------------------------------------------------- | ---------------------------------------------------------------------------------- |
|                                                                                    | Coureur                                                                            | Pays                                                                               | Équipe                                                                             | Point(s)                                                                           |
| 1er                                                                                | Élise Chabbey                                                                      | Suisse                                                                             | FDJ-Suez                                                                           | 3                                                                                  |
| 2e                                                                                 | Eline Jansen                                                                       | Pays-Bas                                                                           | VolkerWessels                                                                      | 2                                                                                  |
| 3e                                                                                 | Silke Smulders                                                                     | Pays-Bas                                                                           | Liv AlUla Jayco                                                                    | 1                                                                                  |
| modifier                                                                           |                                                                                    |                                                                                    |                                                                                    |                                                                                    |

### Prix de la combativité
- Franziska Koch (Picnic PostNL)

## Classements à l'issue de l'étape

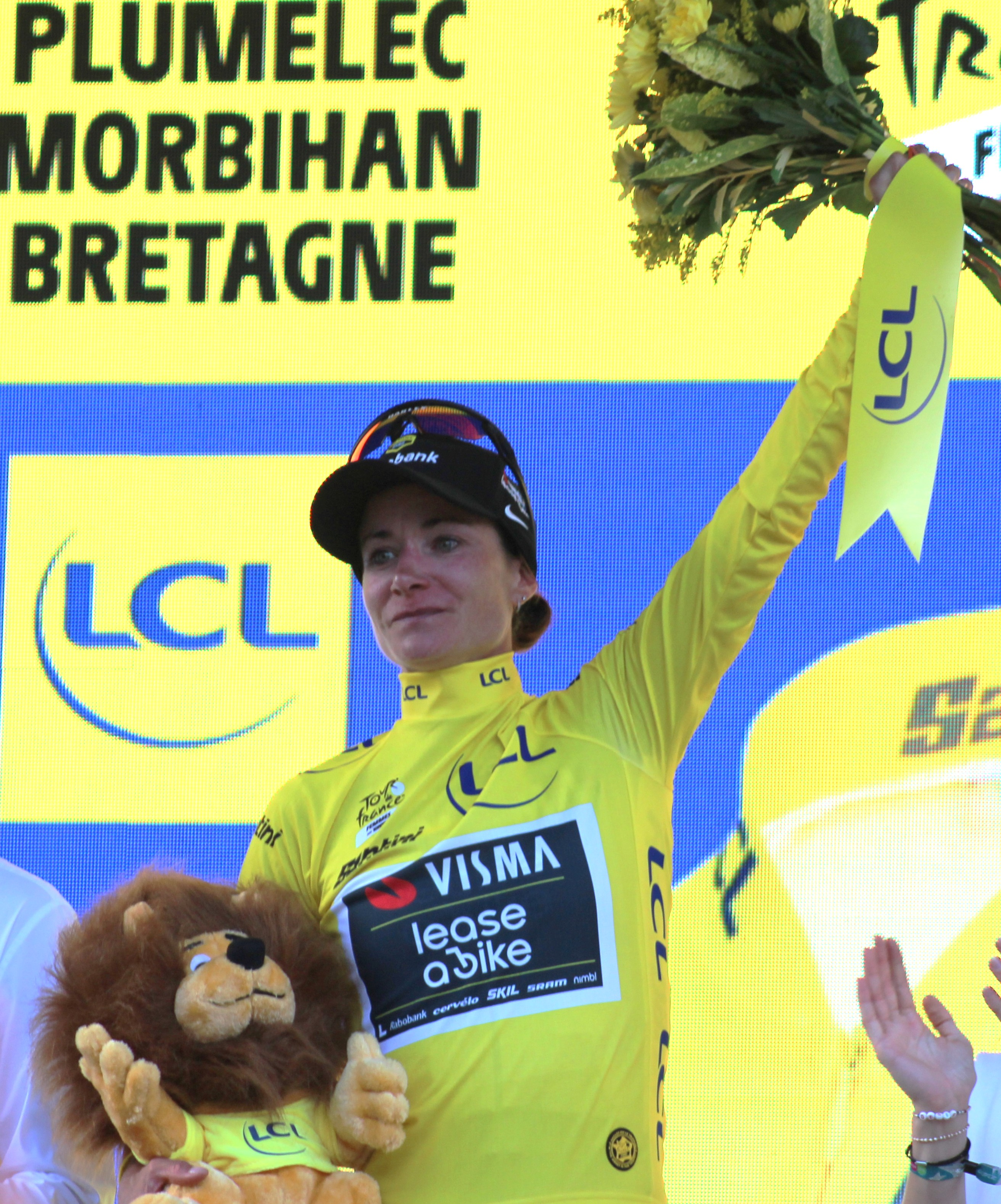
Marianne Vos, leader du classement général

Cette section présente le classement général et les différents classements annexes à l'issue de l'étape.

### Classement général
| Classement général | Classement général           | Classement général | Classement général      | Classement général |
|                    | Coureur                      | Pays               | Équipe                  | Temps              |
| ------------------ | ---------------------------- | ------------------ | ----------------------- | ------------------ |
| 1er                | Marianne Vos                 | Pays-Bas           | Visma-Lease a Bike      | en 1 h 52 min 53 s |
| 2e                 | Kim Le Court Pienaar         | Maurice            | AG Insurance-Soudal     | + 4 s              |
| 3e                 | Pauline Ferrand-Prévot       | France             | Visma-Lease a Bike      | + 6 s              |
| 4e                 | Katarzyna Niewiadoma-Phinney | Pologne            | Canyon-SRAM zondacrypto | + 10 s             |
| 5e                 | Demi Vollering               | Pays-Bas           | FDJ-Suez                | + 13 s             |
| 6e                 | Puck Pieterse                | Pays-Bas           | Fenix-Deceuninck        | + 15 s             |
| 7e                 | Anna van der Breggen         | Pays-Bas           | SD Worx-Protime         | + 15 s             |
| 8e                 | Eline Jansen                 | Pays-Bas           | VolkerWessels           | + 19 s             |
| 9e                 | Pauliena Rooijakkers         | Pays-Bas           | Fenix-Deceuninck        | + 19 s             |
| 10e                | Pfeiffer Georgi              | Royaume-Uni        | Picnic PostNL           | + 19 s             |
| modifier           |                              |                    |                         |                    |

| Classement par points | Classement par points        | Classement par points | Classement par points   | Classement par points |
| --------------------- | ---------------------------- | --------------------- | ----------------------- | --------------------- |
|                       | Coureur                      | Pays                  | Équipe                  | Point(s)              |
| 1er                   | Marianne Vos                 | Pays-Bas              | Visma-Lease a Bike      | 39 points             |
| 2e                    | Kim Le Court Pienaar         | Maurice               | AG Insurance-Soudal     | 33 pts                |
| 3e                    | Demi Vollering               | Pays-Bas              | FDJ-Suez                | 30 pts                |
| 4e                    | Anna van der Breggen         | Pays-Bas              | SD Worx-Protime         | 30 pts                |
| 5e                    | Lorena Wiebes                | Pays-Bas              | SD Worx-Protime         | 25 pts                |
| 6e                    | Pauline Ferrand-Prévot       | France                | Visma-Lease a Bike      | 22 pts                |
| 7e                    | Katarzyna Niewiadoma-Phinney | Pologne               | Canyon-SRAM zondacrypto | 22 pts                |
| 8e                    | Franziska Koch               | Allemagne             | Picnic PostNL           | 20 pts                |
| 9e                    | Élise Chabbey                | Suisse                | FDJ-Suez                | 20 pts                |
| 10e                   | Puck Pieterse                | Pays-Bas              | Fenix-Deceuninck        | 15 pts                |
| modifier              |                              |                       |                         |                       |

| Classement de la meilleure grimpeuse | Classement de la meilleure grimpeuse | Classement de la meilleure grimpeuse | Classement de la meilleure grimpeuse | Classement de la meilleure grimpeuse |
| ------------------------------------ | ------------------------------------ | ------------------------------------ | ------------------------------------ | ------------------------------------ |
|                                      | Coureur                              | Pays                                 | Équipe                               | Point(s)                             |
| 1er                                  | Élise Chabbey                        | Suisse                               | FDJ-Suez                             | 3 points                             |
| 2e                                   | Maud Rijnbeek                        | Pays-Bas                             | VolkerWessels                        | 2 pts                                |
| 3e                                   | Eline Jansen                         | Pays-Bas                             | VolkerWessels                        | 2 pts                                |
| 4e                                   | Eva van Agt                          | Pays-Bas                             | Visma-Lease a Bike                   | 1 pt                                 |
| 5e                                   | Silke Smulders                       | Pays-Bas                             | Liv AlUla Jayco                      | 1 pt                                 |
| modifier                             |                                      |                                      |                                      |                                      |

| Classement général de la meilleure jeune | Classement général de la meilleure jeune | Classement général de la meilleure jeune | Classement général de la meilleure jeune | Classement général de la meilleure jeune |
|                                          | Coureur                                  | Pays                                     | Équipe                                   | Temps                                    |
| ---------------------------------------- | ---------------------------------------- | ---------------------------------------- | ---------------------------------------- | ---------------------------------------- |
| 1er                                      | Julie Bego                               | France                                   | Cofidis                                  | en 1 h 53 min 24 s                       |
| 2e                                       | Nienke Vinke                             | Pays-Bas                                 | Picnic PostNL                            | + 22 s                                   |
| 3e                                       | Titia Ryo                                | France                                   | Arkéa-B&B Hotels                         | + 43 s                                   |
| 4e                                       | Imogen Wolff                             | Royaume-Uni                              | Visma-Lease a Bike                       | + 1 min 9 s                              |
| 5e                                       | Marion Bunel                             | France                                   | Visma-Lease a Bike                       | + 3 min 19 s                             |
| 6e                                       | Millie Couzens                           | Royaume-Uni                              | Fenix-Deceuninck                         | + 5 min 0 s                              |
| 7e                                       | Kiara Lylyk                              | Canada                                   | Winspace Orange Seal                     | + 5 min 54 s                             |
| 8e                                       | Flora Perkins                            | Royaume-Uni                              | Fenix-Deceuninck                         | + 5 min 54 s                             |
| 9e                                       | Francesca Barale                         | Italie                                   | Picnic PostNL                            | + 5 min 54 s                             |
| 10e                                      | Maurène Trégouët                         | France                                   | Arkéa-B&B Hotels                         | + 7 min 19 s                             |
| modifier                                 |                                          |                                          |                                          |                                          |

| Classement par équipes | Classement par équipes  | Classement par équipes | Classement par équipes |
|                        | Équipe                  | Pays                   | Temps                  |
| ---------------------- | ----------------------- | ---------------------- | ---------------------- |
| 1re                    | FDJ-Suez                | France                 | en 5 h 39 min 30 s     |
| 2e                     | Fenix-Deceuninck        | Belgique               | + 27 s                 |
| 3e                     | Canyon-SRAM zondacrypto | Allemagne              | + 43 s                 |
| 4e                     | Liv AlUla Jayco         | Australie              | + 1 min 2 s            |
| 5e                     | SD Worx-Protime         | Pays-Bas               | + 1 min 4 s            |
| 6e                     | Visma-Lease a Bike      | Pays-Bas               | + 1 min 9 s            |
| 7e                     | Lidl-Trek               | États-Unis             | + 1 min 25 s           |
| 8e                     | AG Insurance-Soudal     | Belgique               | + 1 min 35 s           |
| 9e                     | Human Powered Health    | États-Unis             | + 1 min 43 s           |
| 10e                    | Picnic PostNL           | Pays-Bas               | + 1 min 54 s           |
| modifier               |                         |                        |                        |

## Abandon(s)
Une coureuse a abandonné au cours de l'étape.
- Marlen Reusser (Movistar) : abandon.